# Gerrit Brösel

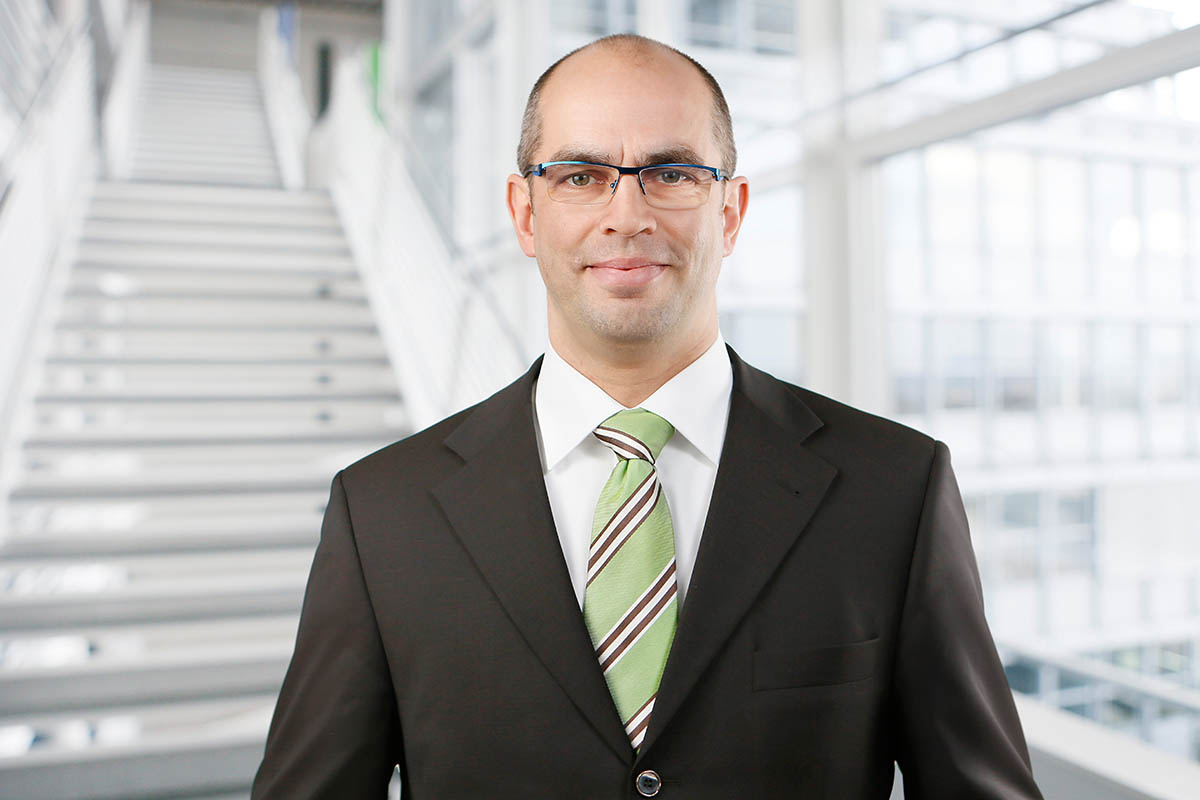
Gerrit Brösel, 2017

Gerrit Brösel (* 1972 in Greifswald) ist ein deutscher Wirtschaftswissenschaftler und Hochschullehrer.

## Leben
Nach zwei abgeschlossenen Berufsausbildungen (zum Instandhaltungsmechaniker mit Abitur und zum Bankkaufmann) studierte er Betriebswirtschaftslehre an der Ernst-Moritz-Arndt-Universität Greifswald. Während seines Studiums wurde er unter anderem durch die Rheinstahl-Stiftung gefördert. Er erhielt zudem den Preis für die beste Diplomarbeit im wirtschaftswissenschaftlichen Bereich der Universität Greifswald. Anschließend war er als Prüfungsassistent und Prüfungsleiter bei der internationalen Wirtschaftsprüfungsgesellschaft PwC tätig. Im Jahre 2002 wurde er an der Universität Greifswald mit der Arbeit Der Wert audiovisueller Medienrechte im dualen Rundfunksystem zum Dr. rer. pol. promoviert. Seine Dissertation wurde mit dem Promotionspreis der Commerzbank-Stiftung ausgezeichnet. Von 2003 bis 2007 war er Wissenschaftlicher Assistent an der Technischen Universität Ilmenau, wo er sich im Jahre 2006 habilitierte und die venia legendi für das Fach Betriebswirtschaftslehre erwarb.
Brösel war bzw. ist als Lehrbeauftragter an der Universität Greifswald, der Steinbeis-Hochschule Berlin, der Fachhochschule Schmalkalden sowie der Hochschule Magdeburg-Stendal (FH) tätig.
Zum 1. Oktober 2007 nahm er einen Ruf auf die Professur für Allgemeine Betriebswirtschaftslehre/Rechnungswesen an der Hochschule Magdeburg-Stendal (FH), Standort Stendal an. Nach Rufen der Privaten Hanseuniversität Rostock auf die Professur „Accounting and Controlling“ und der HTWK Leipzig, die er allesamt ablehnte, wechselte er zum 1. April 2009 auf die Universitätsprofessur für Allgemeine Betriebswirtschaftslehre, insbesondere Rechnungswesen und Controlling der Technischen Universität Ilmenau. Seit dem 1. September 2011 ist er Ordinarius für Betriebswirtschaftslehre, insbesondere Wirtschaftsprüfung an der FernUniversität in Hagen.

## Wirken
Die Forschungsgebiete von Gerrit Brösel sind neben der Allgemeinen Betriebswirtschaftslehre und der Wirtschaftsprüfung vor allem die Unternehmensbewertung, die nationale und internationale Rechnungslegung sowie die Bilanzanalyse.
Seit 2016 ist er Co-Autor des erstmals 1960 von Günter Wöhe publizierten und von Ulrich Döring weitergeführten Standardwerks Einführung in die Allgemeine Betriebswirtschaftslehre.
Er ist darüber hinaus ein Vertreter der Funktionalen Bewertungslehre. Gemeinsam mit seinem Doktorvater Manfred Jürgen Matschke veröffentlichte er 2005 ein Lehrbuch zur funktionalen Unternehmensbewertung, welches mittlerweile ins Polnische und ins Russische übersetzt wurde.
Brösel war Mitglied des Arbeitskreises „Wertorientierte Messung der Performance von Führungsbereichen“ der Schmalenbach-Gesellschaft für Betriebswirtschaft und als (von der IHK Magdeburg und Südthüringen) öffentlich bestellter und vereidigter Sachverständiger für Unternehmensbewertung tätig. Weiterhin ist er seit 2012 im Editorial Board der referierten polnischen Fachzeitschrift Ekonomia Menedżerska (Managerial Economics).
Seit 2015 ist er Mitglied des Expertenbeirats Finance und Management der Europäischen Fernhochschule Hamburg.
Brösel ist seit 2017 akademischer Leiter des Zertifizierungslehrgangs zum Prüfungsfachwirt der Deutschen Akademie für Wirtschaftsprüfung, Unternehmensbewertung und Rechnungslegung – DAWUR (vormals Primus-Akademie). Zugleich ist er Dozent in diesem Lehrgang. Vor diesem Hintergrund wurde Brösel am 29. Oktober 2018 vom Bundesministerium für Wirtschaft und Energie (BMWi) für den Zeitraum 1. November 2018 bis 31. Oktober 2022 als stellvertretendes Mitglied in den Berufsbildungsausschuss zum Fortbildungsberuf „Fachwirt für Prüfungswesen“ bei der Wirtschaftsprüferkammer (WPK), Berlin, berufen.
Brösel ist seit 2017 der „kreative Kopf“ hinter und Sprecher in den Lehrvideos um den Protagonisten Albert an der Fernuniversität Hagen. Zudem wirkte er 2018 in einem Podcast mit.

## Ausgewählte Schriften
- Bilanzanalyse, ESV Berlin.
- Buchführung und Jahresabschlusserstellung nach HGB, ESV Berlin, gemeinsam mit Torsten Mindermann.
- Einführung in die Allgemeine Betriebswirtschaftslehre, Vahlen München, gemeinsam mit Günter Wöhe/Ulrich Döring.
- Grundwissen Konzernrechnungslegung, UVK München.
- Konzernrechnungslegung, UTB GmbH München u. a., gemeinsam mit Klaus von Wysocki/Michael Wohlgemuth.
- Оценка предприятий – Функции, Методы, Принципы, KnoRus-Verlag Moskau, gemeinsam mit Manfred Jürgen Matschke.
- Systematischer Praxiskommentar Bilanzrecht, Bundesanzeiger Verlag Köln, gemeinsam mit Karl Petersen/Christian Zwirner.
- Übungsbuch zur Einführung in die Allgemeine Betriebswirtschaftslehre, Vahlen München, gemeinsam mit Günter Wöhe/Ulrich Döring.
- Unternehmensbewertung, Springer Gabler Verlag Wiesbaden, gemeinsam mit Manfred Jürgen Matschke.
- Wirtschaftliches Prüfungswesen, Vahlen München, gemeinsam mit Christoph Freichel/Martin Toll/Robert Buchner.
- Wycena przedsiębiorstwa – Funkcje, metody, zasady, Oficyna/Wolters Kluwer Verlag Warschau, gemeinsam mit Manfred Jürgen Matschke.

Brösel ist Mitherausgeber der Schriftenreihe Finanzwirtschaft, Unternehmensbewertung & Revisionswesen.

## Ausgewählte Lehrvideos
- Die Erwartungslücke, 2017.
- Die Unabhängigkeit des Wirtschaftsprüfers, gemeinsam mit Katharina Dillkötter, 2018.
- Rückstellungen versus Rücklagen, gemeinsam mit Caroline Kastl, 2018.
- Factoring, gemeinsam mit Olesya Feuersaenger, 2018.
- Wert und Preis, 2018.
- Der sog. Share Deal, gemeinsam mit Jörg Wasmuth, 2018.